# Bzura
Die Bzura ist ein zentralpolnischer linksseitiger Nebenfluss der Weichsel und durchfließt auf der Gesamtlänge von 166 km die Städte Zgierz, Aleksandrów Łódzki, Ozorków, Łęczyca, Łowicz, Sochaczew und Brochów und mündet gegenüber Wyszogród (Hohenburg) in die Weichsel.
Bekannt wurde der Name des Flusses durch die große Schlacht an der Bzura, wo in der Gegend zwischen dem 9. September und 19. September 1939 die polnischen den deutschen Truppen unterlagen. 
Am 17. Januar 1945 wurde Sochaczew von der vorrückenden Roten Armee besetzt, nachdem sie die dortigen deutschen Einheiten besiegt hatten.